# أنغوس يونغ
أنغوس ماكينون يونغ (بالإنجليزية: Angus McKinnon Young)‏ (وُلد في 31 مارس 1955 في غلاسكو) هو موسيقي وشاعر وملحن ومنتج أغاني إسكتلندي.

## روابط خارجية
- أنغوس يونغ على موقع IMDb (الإنجليزية)
- أنغوس يونغ على موقع الموسوعة البريطانية (الإنجليزية)
- أنغوس يونغ على موقع ميوزك برينز (الإنجليزية)
- أنغوس يونغ على موقع إن إن دي بي (الإنجليزية)
- أنغوس يونغ على موقع أول ميوزيك (الإنجليزية)
- أنغوس يونغ على موقع ديسكوغز (الإنجليزية)
- أنغوس يونغ على موقع قاعدة بيانات الفيلم (الإنجليزية)